# Űrzavar
Az Űrzavar (ヴァレリアン＆ロールリンヌ; Hepburn: Varerian ando Rōrurinnu; franciául: Valérian et Laureline) francia–japán televíziós 2D-s számítógépes animációs sorozat. A történet az azonos című francia képregénysorozaton alapul, amelyet Pierre Christin írt és Jeán Claude Mézières rajzolt.

## Szereplők
| Szereplő               | Francia hang           | Magyar hang   |
| ---------------------- | ---------------------- | ------------- |
| Valérian               | Gwendal Anglade        | Berkes Bence  |
| Laureline              | Mélodie Orru           | Gulás Fanni   |
| Rhonda                 | Sophie Deschaumes      | Mohácsi Nóra  |
| Baral herceg           | Pierre Tessier         | Joó Gábor     |
| Gork Yodol             | Gilbert Lévy           | Gyurin Zsolt  |
| Vlagos fővezér         | Bruno Carna-Constantin | Orosz István  |
| Shingouzok             |                        |               |
| Dr. Zessel             |                        | Katona Zoltán |
| Mr. Albert             |                        | Kajtár Róbert |
| Alcia                  |                        | Csifó Dorina  |
| Pyrna                  | Véronique Soufflet     | Sági Tímea    |
| Koren                  | Fily Keita             | Szabó Zselyke |
| Yollène Kalora         |                        |               |
| Kellig Arma            | Rémi Caillebot         |               |
| Jallina Amrak          |                        | Csuha Bori    |
| RGE 321 „Roger”        |                        | Megyeri János |
| Ameïcha                |                        | Roatis Andrea |
| Milronn                |                        | Moser Károly  |
| Gorod IV               | Eric Peter             |               |
| Wilfrid de Tancarville |                        |               |
| Raymond de Tancarville |                        | Sörös Sándor  |

További magyar hangok: Baráth István, Csuha Lajos, Forgács Gábor, Galbenisz Tomasz, Halász Aranka, Jakab Csaba, Láng Balázs, Markovics Tamás, Pálfai Péter, Szokol Péter, Várday Zoltán, Zsurzs Kati.

## Epizódok
| #   | Angol cím                        | Magyar cím                    | Írta                                                                                 | Magyar premier       |
| --- | -------------------------------- | ----------------------------- | ------------------------------------------------------------------------------------ | -------------------- |
| 1.  | Time Matters                     | Idő kérdése                   | Peter Berts                                                                          | 2015. szeptember 14. |
| 2.  | Wrong Time Wrong Place           | Rosszkor rossz helyen         | Jean Helpert & Peter Berts                                                           | 2015. szeptember 15. |
| 3.  | Time Is Up                       | Fogy az idő                   | Peter Berts                                                                          | 2015. szeptember 16. |
| 4.  | Modern Times                     | Új idők                       | Jean Helpert & Peter Berts                                                           | 2015. szeptember 18. |
| 5.  | Till Time Do Us Part             | Míg az idő el nem választ     | Peter Berts & Jean Helpert                                                           | 2015. szeptember 21. |
| 6.  | Doing Time…                      | Az időn át                    | Jean-François Henry & Peter Berts                                                    | 2015. szeptember 22. |
| 7.  | The Ravages of Time              | Az idő vasfoga                | Eric Rondeaux & Peter Berts                                                          | 2015. szeptember 23. |
| 8.  | Time Share                       | Megosztott idő                | Jean Helpert & Peter Berts                                                           | 2015. szeptember 24. |
| 9.  | Any Time                         | Versenyfutás az idővel        | Eric Rondeaux & Peter Berts                                                          | 2015. szeptember 25. |
| 10. | Time Saving                      | Időhiány                      | Henri Steimen & Peter Berts                                                          | 2015. szeptember 28. |
| 11. | Tea Time                         | Teaidő                        | Peter Berts                                                                          | 2015. szeptember 29. |
| 12. | As Time Goes By                  | Az idő múlása                 | Julien Magnat & Peter Berts                                                          | 2015. szeptember 30. |
| 13. | On Borrowed Time                 | Kölcsönkért idő               | Eric Rondeaux & Peter Berts                                                          | 2015. október 2.     |
| 14. | Time and Tide                    | Küzdelmes idők                | Eric Rondeaux & Peter Berts                                                          | 2015. október 10.    |
| 15. | A Sign of the Times              | Fagyott idő                   | Jean-François Henry & Peter Berts                                                    | 2015. október 10.    |
| 16. | There's No Time like the Present | Jelen idő                     | Jean Helpert & Peter Berts                                                           | 2015. október 10.    |
| 17. | It's About Time                  | Épp ideje                     | Jean-François Henry & Peter Berts                                                    | 2015. október 10.    |
| 18. | Serving Time                     | Szolgálati idő                | Jean-François Henry & Peter Berts                                                    | 2015. október 17.    |
| 19. | A Race Against Time              | Időversenyben                 | Eric Rondeaux & Peter Berts                                                          | 2015. október 17.    |
| 20. | Time to Pay the Piper            | Az idő rabjai                 | Jean-Claude Bartoll, Agnès Bartoll & Peter Berts                                     | 2015. október 17.    |
| 21. | A Long Time Ago                  | Időtlen ideje                 | Forgatókönyv: Jean Helpert & Peter Berts Történet: Andy Labeca-Benfele & Peter Berts | 2015. október 17.    |
| 22. | Time Heals All Wounds            | Az idő minden sebet begyógyít | Forgatókönyv: Peter Berts Történet: Marie Berts & Andy Labeca-Benfele                | 2015. október 24.    |
| 23. | Once Upon a Time                 | Itt az idő                    | Peter Berts                                                                          | 2015. október 24.    |
| 24. | Time of Troubles                 | Zűrös idők                    | Eric Rondeaux & Peter Berts                                                          | 2015. október 24.    |
| 25. | Running Out of Time              | Fogytán az idő                | Forgatókönyv: Henri Steimen & Peter Berts Történet: Henri Steimen                    | 2015. október 24.    |
| 26. | It's Showtime                    | Amikor eljön az idő           | Eric Rondeaux & Peter Berts                                                          | 2015. október 31.    |
| 27. | Payback Time                     | Megismételt idő               | Forgatókönyv: Peter Berts Történet: Marie Berts                                      | 2015. október 31.    |
| 28. | In the Nick of Time              | Nincs idő                     | Jean Helpert & Peter Berts                                                           | 2015. október 31.    |
| 29. | Starved for Time                 | Időéhség                      | Jean Helpert & Peter Berts                                                           | 2015. október 31.    |
| 30. | Get with the Times               | Minden időben                 | Forgatókönyv: Eric Rondeaux & Peter Berts Történet: Eric Rondeaux                    | 2015. november 7.    |
| 31. | Time Is Money                    | Az idő pénz                   | Forgatókönyv: Jean-François Henry & Peter Berts Történet: Jean-François Henry        | 2015. november 7.    |
| 32. | Time for a Change                | A változás ideje              | Forgatókönyv: Jean-François Henry & Peter Berts Történet: Jean-François Henry        | 2015. november 7.    |
| 33. | Springtime in Paris              | Párizsi idő                   | Forgatókönyv: Jean Helpert & Peter Berts Történet: Jean Helpert                      | 2015. november 7.    |
| 34. | In Next to No Time               | Időzavar                      | Forgatókönyv: Jean-François Henry & Peter Berts Történet: Jean-François Henry        | 2015. november 14.   |
| 35. | A Matter of Time                 | A trükkök ideje               | Forgatókönyv: Peter Berts Történet: Andy Labeca-Benfele & Peter Berts                | 2015. november 14.   |
| 36. | A Waste of Time                  | Elpocsékolt idő               | Jean Helpert & Peter Berts                                                           | 2015. november 14.   |
| 37. | In Times of War                  | Háborús idők                  | Forgatókönyv: Eric Rondeaux & Peter Berts Történet: Jean Helpert & Peter Berts       | 2015. november 14.   |
| 38. | Long Time No See                 | Az időutazás atyja            | Forgatókönyv: Peter Berts Történet: Jean Helpert & Peter Berts                       | 2015. november 21.   |
| 39. | The Test of Time                 | Az idő próbája                | Forgatókönyv: Jean-François Henry & Peter Berts Történet: Jean Helpert & Peter Berts | 2015. november 21.   |
| 40. | Only Time Will Tell              | Idővel elválik                | Forgatókönyv: Peter Berts Történet: Jean Helpert & Peter Berts                       | 2015. november 21.   |

## Fordítás
- Ez a szócikk részben vagy egészben  a   Time Jam: Valerian & Laureline című angol Wikipédia-szócikk ezen változatának fordításán alapul.  Az eredeti cikk szerkesztőit annak laptörténete sorolja fel. Ez a jelzés csupán a megfogalmazás eredetét és a szerzői jogokat jelzi, nem szolgál a cikkben szereplő információk forrásmegjelöléseként.